# Comitati delle Due Sicilie
Les Comitati delle Due Sicilie (en français, Comités des Deux-Siciles) est un mouvement culturel et politique qui prône la défense des intérêts de l'Italie méridionale, par le fédéralisme politique et l'instauration d'une macro-région comprenant les provinces de l'ancien Royaume des Deux-Siciles.

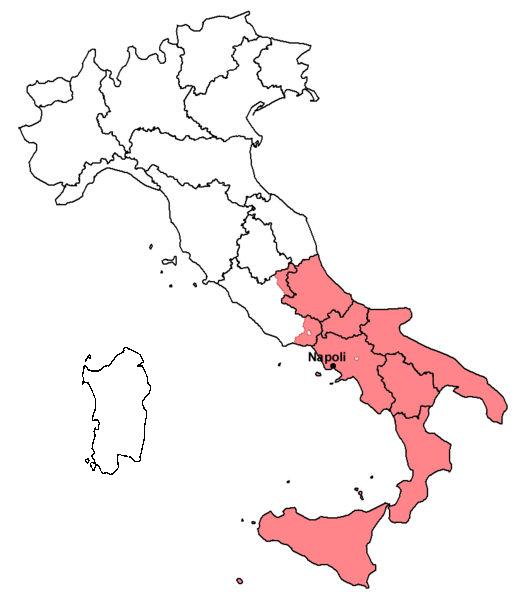
Superposition du territoire des deux-Siciles (en rose) et des actuelles provinces Italiennes.